# Atractus vertebrolineatus
Atractus vertebrolineatus — вид змій родини полозових (Colubridae). Ендемік Колумбії.

## Поширення і екологія
Atractus vertebrolineatus відомі з типової місцевості, розташованої в муніципалітеті Оканья в департаменті Норте-де-Сантандер.